# Iarucanga
Iarucanga är ett släkte av skalbaggar. Iarucanga ingår i familjen långhorningar.
Kladogram enligt Catalogue of Life:
| Iarucanga | \| \| Iarucanga capillacea \| \| \| \| \| \| Iarucanga mimica \| \| \| \| |
|           | \| \| Iarucanga capillacea \| \| \| \| \| \| Iarucanga mimica \| \| \| \| |
|           | Iarucanga capillacea                                                      |
|           |                                                                           |
|           | Iarucanga mimica                                                          |
|           |                                                                           |